# Mario Pancini
Mario Pancini (Rovigo, 5 agosto 1912 – Venezia, 24 novembre 1968) è stato un ingegnere italiano.

## Biografia

### La famiglia
Nato a Rovigo, era il primo figlio di Giulio Pancini e di Maria Galeazzi. Il padre, che discendeva da una vecchia famiglia friulana di Varmo, in provincia di Udine, fu ingegnere del comune di Venezia e, nel corso della sua carriera, divenne ispettore per la provincia di Venezia della Magistratura delle acque. Il fratello Ettore diventò fisico sperimentale, e aveva anche una sorella, Irene.

### La carriera
Dopo la laurea in ingegneria civile alla Regia Università degli Studi di Padova con la tesi Calcolo di una diga ad archi multipli, venne assunto dalla SADE come fidato capocantiere ed era il numero uno del settore, ben noto e apprezzato a Venezia. Insieme all'ingegnere Carlo Semenza, progettò le dighe di Sauris, Pieve di Cadore, Val Gallina, Valle di Cadore, Fedaia e Mis. Amava la buona musica, conosceva bene le più importanti lingue straniere e riteneva il tedesco essenziale per un tecnico.
Nel gennaio 1951, insieme ad Alberico Biadene, mandò una comunicazione al quarto congresso delle grandi dighe di Nuova Delhi, in cui presentava i risultati di dieci anni di sperimentazione in laboratorio, sui vantaggi e gli svantaggi dei cementi per calcestruzzo di massa con le pozzolane, e la sua applicazione alle dighe del Lumiei e di Pieve di Cadore.
Fu il direttore dell'ufficio lavori al cantiere del Vajont durante la costruzione della diga, e con Semenza l'ideatore della galleria di sorpasso frana. Durante gli anni di costruzione della diga, era domiciliato a Longarone. Non era né acquiescente, né indeciso nell'affrontare i compiti previsti per il suo ruolo. Nelle riunioni sul Vajont dei giorni 8, 9, 15 e 16 novembre 1960, fungeva da traduttore per il geotecnico austriaco Leopold Müller.
Il 23 novembre 1960, diciannove giorni dopo la caduta della prima frana, redasse un promemoria sui provvedimenti da adottare, che sottopose all'attenzione di Semenza. Aveva scritto di accelerare artificialmente la scivolata della montagna attraverso invasi e svasi del serbatoio. Il suo progetto però non venne mai effettuato, nemmeno dopo la morte di Semenza, avvenuta il 30 ottobre 1961.
Come ingegnere residente al cantiere, non essendo l'impianto ancora collaudato, si occupava dei controlli della diga, dei movimenti della frana, dell'organizzazione dei lavori da effettuare e dirigeva il personale (periti edili e geometri) del servizio costruzioni idrauliche presenti.

### Il disastro del Vajont
(Le parole che disse al ritorno in Italia alle mogli, ai fratelli e ai figli delle vittime.)
Al tempo del disastro, abitava in un piccolo appartamento a San Marcuola, dove conduceva una vita da misantropo. Il 26 settembre 1963, il nuovo ingegnere capo Biadene trasmise al suo più stretto collaboratore l'ordine di togliere l'acqua. Il 30 settembre, dopo essere stato a un congresso di geomeccanica a Salisburgo, Biadene gli telefonò a Roma perché informasse personalmente la sede centrale della Enel-Sade della situazione e del provvedimento preso di iniziare lo svaso. Espresse la preoccupazione per una eventuale frana in fianco sinistro del bacino e, preannunziando una sua visita per il successivo 2 ottobre, pregò l'ingegnere Giacomo Baroncini, direttore centrale delle costruzioni idrauliche Enel, di convincere il consulente geologico governativo, Francesco Penta, di fare un nuovo urgente sopralluogo.
Il giorno dopo, partì in aereo per trascorrere le sospirate ferie a Buffalo-Niagara, negli Stati Uniti: un periodo di sollievo, lontano dal Vajont e dai suoi angosciosi problemi. Ufficialmente, al cantiere lo sostituì l'anziano ingegnere Beniamino Caruso, il direttore responsabile degli impianti dell'Enel-Sade di Agordo per il medio Piave, con l'incarico di tenere sotto controllo la situazione nel caso succedesse qualcosa di anormale. Quest'ultimo, tuttavia, non aveva ricevuto istruzioni da lui.
Non si sentiva, però, tranquillo, se telefonava per avere notizie, che gli si inviavano anche in America. Il 3 ottobre, ricevette a Washington una lettera scritta da Biadene, nella quale gli diceva che il lago stava calando e le velocità andavano diminuendo nonostante piovesse. Il mattino dell'8 ottobre, Caruso si recò al Vajont con Biadene e, a seguito del sopralluogo, venne deciso di chiedere il rientro immediato di Pancini dalle ferie, anziché andare a Wiesbaden. Così, la mattina del 9 ottobre, Biadene preoccupato scrisse una lettera al suo vice nell'Hotel Governor Clinton, a New York.
Seppe del disastro del Vajont il 10 ottobre, poche ore dopo, attraverso un cablogramma di Biadene nell'Hotel Niagara. Lo lesse poi su un giornale distribuito in aereo mentre sorvolavano gli Stati Uniti. La frana se l'aspettava e ne parlava giornalmente per telefono con il cantiere della diga, però mai aveva temuto una tragedia di quelle dimensioni. Aveva sempre ritenuto il punto debole dell'impianto l'appoggio della diga sulla spalla destra. Per questo aveva fatto eseguire cuciture in acciaio che rendevano solidali gli strati di roccia sui quali si scaricavano le spinte dell'opera. Senza quell'accorgimento, l'imposta non avrebbe resistito alla pressione esercitata dalla lama d'acqua che aveva scavalcato lo sfioratore. Se fosse crollata la diga sarebbero scomparsi, fra gli altri, anche gli abitati di Soverzene, Cadola, Ponte nelle Alpi, e nemmeno la città di Belluno si sarebbe salvata.

### La morte
(La frase con cui era solito chiudere ogni discorso sul processo.)
Durante la fase istruttoria per i fatti del Vajont, era fuggito in Svizzera per il timore di essere arrestato. Aveva sempre sostenuto, oltre l'imprevedibilità del disastro nelle misure in cui avvenne, anche la propria subordinazione a Biadene. Non sopportava l'idea di essere rinviato a giudizio, con l'accusa di aver partecipato alla corsa al collaudo della diga, e raccontava che nessuno della direzione generale Enel-Sade, aveva messo fretta ai tecnici che seguivano l'impianto. Al giudice istruttore bellunese, Mario Fabbri, aveva annunciato la minaccia del suicidio in caso di rinvio a giudizio per omicidio colposo plurimo, che era comunque un atto dovuto. Dopo il suo diretto superiore Biadene, sicuramente era l'imputato più importante.
La domenica mattina del 24 novembre 1968, il giorno prima di quello nel quale doveva iniziare a L'Aquila il processo di primo grado, alla stazione ferroviaria di Santa Lucia i suoi avvocati Gaetano Artale e Carlo Ottolenghi lo stavano aspettando per salire sul treno diretto al capoluogo abruzzese. Dopo cinque anni d'angosciosi interrogativi e probabilmente schiacciato dal rimorso dei duemila morti, con molti dei quali aveva avuto anche consuetudine di vita, si suicidò nel suo appartamento a Venezia, dopo essere rientrato in città, con il gas della cucina, che aveva isolato con nastro adesivo per evitare scoppi devastanti, abbandonando sola la madre di 80 anni, cieca e senza risorse, le sorelle, i cognati e i nipoti.
Fu sepolto a Venezia. Il giudice istruttore informò l'anziana madre con una lettera scritta di suo pugno e si occupò privatamente delle sorti della donna, che morì cinque mesi dopo, il 16 aprile 1969.

## Onorificenze

L'epitaffio alla diga

I suoi collaboratori sopravvissuti al disastro l'avevano conosciuto durante tutto il corso dei lavori, erano al corrente di quanto si sapeva circa i rischi connessi alla costruzione e alla gestione dell'impianto, ne avevano condiviso le preoccupazioni. Molti anni dopo, malgrado la perdita di parenti, amici e colleghi in quella tragica notte, gli tributarono un reverente ricordo fissando sulla parete della roccia, che affianca il sentiero d'accesso al coronamento della diga, una lastra di marmo con il suo nome, accanto ad analoga lapide che ricorda i loro compagni scomparsi. Come loro, fu vittima di un'impresa eccezionale, finita, per lui, tragicamente per libera scelta.

## Nei media

### Cinema
- H max 261,6 m, regia di Luciano Ricci, cortometraggio del 1960.
- Nel film Vajont del 2001, diretto dal regista Renzo Martinelli, è stato impersonato da Leo Gullotta.[35]

### Fumetti
- Vajont: storia di una diga, Francesco Niccolini (sceneggiatura), Duccio Boscoli (disegni), Padova, BeccoGiallo, 2018, ISBN 9788833140421, OCLC 1090201035.